# Сунлин
Сунли́н (кит. упр. 松岭, пиньинь Sōnglǐng) — район городского подчинения округа Да-Хинган-Лин провинции Хэйлунцзян (КНР).

## Административное деление
Район Сунлин делится на 3 поселка.
| № | Название | Название (кит.) | Статус  | Население чел. (2010) | На карте                         |
| - | -------- | --------------- | ------- | --------------------- | -------------------------------- |
| 1 | Сяоянци  | 小扬气镇        | поселок | 20190                 | 50°47′21″ с. ш. 124°17′39″ в. д. |
| 2 | Гуюань   | 古源镇          | поселок | 5339                  | 50°55′57″ с. ш. 124°19′00″ в. д. |
| 3 | Цзиньсун | 劲松镇          | поселок | 8026                  | 51°04′03″ с. ш. 124°11′17″ в. д. |

## Важнейшие населенные пункты[1][2]
| № | Населённый пункт | Населённый пункт (пиньинь) | Год переписи | Население чел. | На карте                         |
| - | ---------------- | -------------------------- | ------------ | -------------- | -------------------------------- |
| 1 | Сяоянци          | Xiăoyángqì                 | 2010         | 20190          | 50°48′03″ с. ш. 124°17′33″ в. д. |
| 2 | Цзиньсун         | Jìngsōng                   | 2010         | 8026           | 51°04′34″ с. ш. 124°11′27″ в. д. |
| 3 | Гуюань           | Gŭyuán                     | 2010         | 5339           | 50°56′03″ с. ш. 124°18′58″ в. д. |
| 4 | Даянцы           | Dàyángqì                   | 2000         | 4624           | 51°00′01″ с. ш. 124°10′53″ в. д. |
| 5 | Синьтянь         | Xīntiān                    | 2000         | 2168           | 51°12′49″ с. ш. 124°12′34″ в. д. |